# Indianapolis 500 in 2018
De 102e editie van de Indianapolis 500 werd in 2018 verreden op zondag 27 mei op de Indianapolis Motor Speedway in Indianapolis in de staat Indiana. Titelhouder Takuma Sato wist zijn titel niet te prolongeren en crashte in de 46e ronde. Ed Carpenter wist zich op pole positie te kwalificeren, maar finishte op de tweede plaats. Will Power werd winnaar van deze editie, het was zijn eerste zege in de Indianapolis 500 nadat hij in 2015 al als tweede eindigde. Voor Danica Patrick, die voor het eerst sinds 2011 deelnam aan de race, werd het de laatste race uit haar carrière.
Voorafgaand aan deze race werd er een race verreden op het binnencircuit, deze werd eveneens gewonnen door Will Power.

## Inschrijvingen
Aan deze race namen zes Indy 500-winnaars mee. De titelhouder Takuma Sato kwam uit voor Rahal Letterman Lanigan Racing. Alexander Rossi en Ryan Hunter-Reay, die wonnen in respectievelijk 2016 en 2014, reden voor Andretti Autosport. Hélio Castroneves, winnaar in 2001, 2002 en 2009, nam deel als extra coureur bij Team Penske. Tony Kanaan (2013) en Scott Dixon (2008) kwamen uit voor respectievelijk A.J. Foyt Enterprises en Chip Ganassi Racing.
W = eerdere winnaar
R = rookie
| Nr | Rijders                 | Team                                               | Motor     |
| -- | ----------------------- | -------------------------------------------------- | --------- |
| 01 | Josef Newgarden         | Team Penske                                        | Chevrolet |
| 03 | Hélio Castroneves W     | Team Penske                                        | Chevrolet |
| 04 | Matheus Leist R         | A.J. Foyt Enterprises                              | Chevrolet |
| 05 | James Hinchcliffe       | Schmidt Peterson Motorsports                       | Honda     |
| 06 | Robert Wickens R        | Schmidt Peterson Motorsports                       | Honda     |
| 07 | Jay Howard              | Schmidt Peterson Motorsports with AFS Racing       | Honda     |
| 09 | Scott Dixon W           | Chip Ganassi Racing                                | Honda     |
| 10 | Ed Jones                | Chip Ganassi Racing                                | Honda     |
| 12 | Will Power              | Team Penske                                        | Chevrolet |
| 13 | Danica Patrick          | Ed Carpenter Racing                                | Chevrolet |
| 14 | Tony Kanaan W           | A.J. Foyt Enterprises                              | Honda     |
| 15 | Graham Rahal            | Rahal Letterman Lanigan Racing                     | Honda     |
| 17 | Conor Daly              | Dale Coyne Racing dba Thom Burns Racing            | Honda     |
| 18 | Sébastien Bourdais      | Dale Coyne Racing with Vasser-Sullivan             | Honda     |
| 19 | Zachary Claman DeMelo R | Dale Coyne Racing                                  | Honda     |
| 20 | Ed Carpenter            | Ed Carpenter Racing                                | Chevrolet |
| 21 | Spencer Pigot           | Juncos Racing                                      | Chevrolet |
| 22 | Simon Pagenaud          | Team Penske                                        | Chevrolet |
| 23 | Charlie Kimball         | Carlin                                             | Chevrolet |
| 24 | Sage Karam              | Dreyer & Reinbold Racing                           | Chevrolet |
| 25 | Stefan Wilson           | Andretti Autosport                                 | Honda     |
| 26 | Zach Veach              | Andretti Autosport                                 | Honda     |
| 27 | Alexander Rossi W       | Andretti Autosport                                 | Honda     |
| 28 | Ryan Hunter-Reay W      | Andretti Autosport                                 | Honda     |
| 29 | Carlos Muñoz            | Andretti Autosport                                 | Honda     |
| 30 | Takuma Sato W           | Rahal Letterman Lanigan Racing                     | Honda     |
| 32 | Kyle Kaiser R           | Juncos Racing                                      | Chevrolet |
| 33 | James Davison           | A. J. Foyt Enterprises with Byrd-Hollinger-Belardi | Chevrolet |
| 59 | Max Chilton             | Carlin                                             | Chevrolet |
| 60 | Jack Harvey             | Meyer Shank Racing with Schmidt Peterson           | Honda     |
| 63 | Pippa Mann              | Dale Coyne Racing                                  | Honda     |
| 64 | Oriol Servià            | Scuderia Corsa with Rahal Letterman Lanigan Racing | Honda     |
| 66 | J.R. Hildebrand         | Dreyer & Reinbold Racing                           | Chevrolet |
| 88 | Gabby Chaves            | Harding Racing                                     | Chevrolet |
| 98 | Marco Andretti          | Andretti Herta Autosport with Curb-Agajanian       | Honda     |

## Kwalificatie

### Dag 1 - Zaterdag 19 mei
De snelste negen coureurs gingen door naar de Fast Nine Shootout op zondag 20 mei, terwijl de overige coureurs 10 tot en met 33 op dezelfde dag deze posities bepaalden. De twee langzaamste coureurs vielen af en kwalificeerden zich niet voor de race.
| Positie                         | Nr                              | Rijder                          | Team                                               | Motor                           | Snelheid (m/h)                  |
| Snelste 9 rijders: Posities 1–9 | Snelste 9 rijders: Posities 1–9 | Snelste 9 rijders: Posities 1–9 | Snelste 9 rijders: Posities 1–9                    | Snelste 9 rijders: Posities 1–9 | Snelste 9 rijders: Posities 1–9 |
| ------------------------------- | ------------------------------- | ------------------------------- | -------------------------------------------------- | ------------------------------- | ------------------------------- |
| 1                               | 03                              | Hélio Castroneves (W)           | Team Penske                                        | Chevrolet                       | 228.919                         |
| 2                               | 20                              | Ed Carpenter                    | Ed Carpenter Racing                                | Chevrolet                       | 228.692                         |
| 3                               | 22                              | Simon Pagenaud                  | Team Penske                                        | Chevrolet                       | 228.304                         |
| 4                               | 12                              | Will Power                      | Team Penske                                        | Chevrolet                       | 228.194                         |
| 5                               | 18                              | Sébastien Bourdais              | Dale Coyne Racing with Vasser-Sullivan             | Honda                           | 228.090                         |
| 6                               | 21                              | Spencer Pigot                   | Ed Carpenter Racing                                | Chevrolet                       | 228.052                         |
| 7                               | 01                              | Josef Newgarden                 | Team Penske                                        | Chevrolet                       | 228.049                         |
| 8                               | 09                              | Scott Dixon (W)                 | Chip Ganassi Racing                                | Honda                           | 227.782                         |
| 9                               | 13                              | Danica Patrick                  | Ed Carpenter Racing                                | Chevrolet                       | 227.610                         |
| Posities 10–33                  |                                 |                                 |                                                    |                                 |                                 |
| 10                              | 27                              | Alexander Rossi (W)             | Andretti Autosport                                 | Honda                           | 227.561                         |
| 11                              | 14                              | Tony Kanaan (W)                 | A.J. Foyt Enterprises                              | Chevrolet                       | 227.508                         |
| 12                              | 04                              | Matheus Leist (R)               | A.J. Foyt Enterprises                              | Chevrolet                       | 227.441                         |
| 13                              | 10                              | Ed Jones                        | Chip Ganassi Racing                                | Honda                           | 226.995                         |
| 14                              | 28                              | Ryan Hunter-Reay (W)            | Andretti Autosport                                 | Honda                           | 226.952                         |
| 15                              | 29                              | Carlos Muñoz                    | Andretti Autosport                                 | Honda                           | 226.600                         |
| 16                              | 66                              | J.R. Hildebrand                 | Dreyer & Reinbold Racing                           | Chevrolet                       | 226.499                         |
| 17                              | 98                              | Marco Andretti                  | Andretti Herta Autosport with Curb-Agajanian       | Honda                           | 226.154                         |
| 18                              | 07                              | Jay Howard                      | Schmidt Peterson Motorsports with AFS Racing       | Honda                           | 226.098                         |
| 19                              | 24                              | Sage Karam                      | Dreyer & Reinbold Racing                           | Chevrolet                       | 226.065                         |
| 20                              | 06                              | Robert Wickens (R)              | Schmidt Peterson Motorsports                       | Honda                           | 225.955                         |
| 21                              | 32                              | Kyle Kaiser (R)                 | Juncos Racing                                      | Chevrolet                       | 225.934                         |
| 22                              | 25                              | Stefan Wilson                   | Andretti Autosport                                 | Honda                           | 225.909                         |
| 23                              | 88                              | Gabby Chaves                    | Harding Racing                                     | Chevrolet                       | 225.808                         |
| 24                              | 26                              | Zach Veach                      | Andretti Autosport                                 | Honda                           | 225.805                         |
| 25                              | 23                              | Charlie Kimball                 | Carlin                                             | Chevrolet                       | 225.752                         |
| 26                              | 19                              | Zachary Claman DeMelo (R)       | Dale Coyne Racing                                  | Honda                           | 225.722                         |
| 27                              | 60                              | Jack Harvey                     | Meyer Shank Racing with Schmidt Peterson           | Honda                           | 225.720                         |
| 28                              | 59                              | Max Chilton                     | Carlin                                             | Chevrolet                       | 225.666                         |
| 29                              | 30                              | Takuma Sato (W)                 | Rahal Letterman Lanigan Racing                     | Honda                           | 225.513                         |
| 30                              | 15                              | Graham Rahal                    | Rahal Letterman Lanigan Racing                     | Honda                           | 225.407                         |
| 31                              | 64                              | Oriol Servià                    | Scuderia Corsa with Rahal Letterman Lanigan Racing | Honda                           | 225.007                         |
| 32                              | 17                              | Conor Daly                      | Dale Coyne Racing dba Thom Burns Racing            | Honda                           | 224.874                         |
| 33                              | 33                              | James Davison                   | A. J. Foyt Enterprises with Byrd-Hollinger-Belardi | Chevrolet                       | 224.798                         |
| Niet gekwalificeerd             |                                 |                                 |                                                    |                                 |                                 |
| 34                              | 63                              | Pippa Mann                      | Dale Coyne Racing                                  | Honda                           | 223.343                         |
| 35                              | 05                              | James Hinchcliffe               | Schmidt Peterson Motorsports                       | Honda                           | Geen tijd                       |
| Officiële uitslag               |                                 |                                 |                                                    |                                 |                                 |

### Dag 2 - Zondag 20 mei

#### Posities 10 t/m 33
| Positie        | Nr             | Rijder                    | Team                                               | Motor          | Snelheid (m/h) |                |
| Posities 10–33 | Posities 10–33 | Posities 10–33            | Posities 10–33                                     | Posities 10–33 | Posities 10–33 | Posities 10–33 |
| -------------- | -------------- | ------------------------- | -------------------------------------------------- | -------------- | -------------- | -------------- |
| 10             | 14             | Tony Kanaan (W)           | A.J. Foyt Enterprises                              | Chevrolet      | 227.664        |                |
| 11             | 04             | Matheus Leist (R)         | A.J. Foyt Enterprises                              | Chevrolet      | 227.571        |                |
| 12             | 98             | Marco Andretti            | Andretti Herta Autosport with Curb-Agajanian       | Honda          | 227.288        |                |
| 13             | 19             | Zachary Claman DeMelo (R) | Dale Coyne Racing                                  | Honda          | 226.999        |                |
| 14             | 28             | Ryan Hunter-Reay (W)      | Andretti Autosport                                 | Honda          | 226.788        |                |
| 15             | 23             | Charlie Kimball           | Carlin                                             | Chevrolet      | 226.657        |                |
| 16             | 30             | Takuma Sato (W)           | Rahal Letterman Lanigan Racing                     | Honda          | 226.557        |                |
| 17             | 32             | Kyle Kaiser (R)           | Juncos Racing                                      | Chevrolet      | 226.398        |                |
| 18             | 06             | Robert Wickens (R)        | Schmidt Peterson Motorsports                       | Honda          | 226.296        |                |
| 19             | 33             | James Davison             | A. J. Foyt Enterprises with Byrd-Hollinger-Belardi | Chevrolet      | 226.255        |                |
| 20             | 59             | Max Chilton               | Carlin                                             | Chevrolet      | 226.212        |                |
| 21             | 29             | Carlos Muñoz              | Andretti Autosport                                 | Honda          | 226.048        |                |
| 22             | 88             | Gabby Chaves              | Harding Racing                                     | Chevrolet      | 226.007        |                |
| 23             | 25             | Stefan Wilson             | Andretti Autosport                                 | Honda          | 225.863        |                |
| 24             | 24             | Sage Karam                | Dreyer & Reinbold Racing                           | Chevrolet      | 225.823        |                |
| 25             | 26             | Zach Veach                | Andretti Autosport                                 | Honda          | 225.748        |                |
| 26             | 64             | Oriol Servià              | Scuderia Corsa with Rahal Letterman Lanigan Racing | Honda          | 225.699        |                |
| 27             | 66             | J.R. Hildebrand           | Dreyer & Reinbold Racing                           | Chevrolet      | 225.418        |                |
| 28             | 07             | Jay Howard                | Schmidt Peterson Motorsports with AFS Racing       | Honda          | 225.388        |                |
| 29             | 10             | Ed Jones                  | Chip Ganassi Racing                                | Honda          | 225.362        |                |
| 30             | 15             | Graham Rahal              | Rahal Letterman Lanigan Racing                     | Honda          | 225.327        |                |
| 31             | 60             | Jack Harvey               | Meyer Shank Racing with Schmidt Peterson           | Honda          | 225.254        |                |
| 32             | 27             | Alexander Rossi (W)       | Andretti Autosport                                 | Honda          | 224.935        |                |
| 33             | 17             | Conor Daly                | Dale Coyne Racing dba Thom Burns Racing            | Honda          | 224.429        |                |

#### Posities 1 t/m 9
| Positie           | Nr        | Rijder                | Team                                   | Motor     | Snelheid (m/h) | Punten    |
| Fast Nine         | Fast Nine | Fast Nine             | Fast Nine                              | Fast Nine | Fast Nine      | Fast Nine |
| ----------------- | --------- | --------------------- | -------------------------------------- | --------- | -------------- | --------- |
| 1                 | 20        | Ed Carpenter          | Ed Carpenter Racing                    | Chevrolet | 229.618        | 9         |
| 2                 | 22        | Simon Pagenaud        | Team Penske                            | Chevrolet | 228.761        | 8         |
| 3                 | 12        | Will Power            | Team Penske                            | Chevrolet | 228.607        | 7         |
| 4                 | 01        | Josef Newgarden       | Team Penske                            | Chevrolet | 228.405        | 6         |
| 5                 | 18        | Sébastien Bourdais    | Dale Coyne Racing with Vasser-Sullivan | Honda     | 228.142        | 5         |
| 6                 | 21        | Spencer Pigot         | Ed Carpenter Racing                    | Chevrolet | 228.107        | 4         |
| 7                 | 13        | Danica Patrick        | Ed Carpenter Racing                    | Chevrolet | 228.090        | 3         |
| 8                 | 03        | Hélio Castroneves (W) | Team Penske                            | Chevrolet | 227.859        | 2         |
| 9                 | 09        | Scott Dixon (W)       | Chip Ganassi Racing                    | Honda     | 227.262        | 1         |
| Officiële uitslag |           |                       |                                        |           |                |           |

## Startgrid
| Rij | Binnen | Binnen                    | Midden | Midden                | Buiten | Buiten             |
| --- | ------ | ------------------------- | ------ | --------------------- | ------ | ------------------ |
| 1   | 20     | Ed Carpenter              | 22     | Simon Pagenaud        | 12     | Will Power         |
| 2   | 1      | Josef Newgarden           | 18     | Sébastien Bourdais    | 21     | Spencer Pigot      |
| 3   | 13     | Danica Patrick            | 3      | Hélio Castroneves (W) | 9      | Scott Dixon (W)    |
| 4   | 14     | Tony Kanaan (W)           | 4      | Matheus Leist (R)     | 98     | Marco Andretti     |
| 5   | 19     | Zachary Claman DeMelo (R) | 28     | Ryan Hunter-Reay (W)  | 23     | Charlie Kimball    |
| 6   | 30     | Takuma Sato (W)           | 32     | Kyle Kaiser (R)       | 6      | Robert Wickens (R) |
| 7   | 33     | James Davison             | 59     | Max Chilton           | 29     | Carlos Muñoz       |
| 8   | 88     | Gabby Chaves              | 25     | Stefan Wilson         | 24     | Sage Karam         |
| 9   | 26     | Zach Veach                | 64     | Oriol Servià          | 66     | J.R. Hildebrand    |
| 10  | 7      | Jay Howard                | 10     | Ed Jones              | 15     | Graham Rahal       |
| 11  | 60     | Jack Harvey               | 27     | Alexander Rossi (W)   | 17     | Conor Daly         |

- (W) = Voormalig Indianapolis 500 winnaars
- (R) = Indianapolis 500 rookie

## Race uitslag
| Positie           | Nr | Rijder                    | Team                                               | Motor     | Ronden | Tijd/Opgave  | Pitstops | Grid | Ronden aan de leiding | Punten |
| ----------------- | -- | ------------------------- | -------------------------------------------------- | --------- | ------ | ------------ | -------- | ---- | --------------------- | ------ |
| 1                 | 12 | Will Power                | Team Penske                                        | Chevrolet | 200    | 2:59:42.6365 | 5        | 3    | 59                    | 108    |
| 2                 | 20 | Ed Carpenter              | Ed Carpenter Racing                                | Chevrolet | 200    | +3.1589      | 5        | 1    | 65                    | 92     |
| 3                 | 09 | Scott Dixon (W)           | Chip Ganassi Racing                                | Honda     | 200    | +4.5928      | 5        | 9    | 0                     | 71     |
| 4                 | 27 | Alexander Rossi (W)       | Andretti Autosport                                 | Honda     | 200    | +5.2237      | 5        | 32   | 1                     | 65     |
| 5                 | 28 | Ryan Hunter-Reay (W)      | Andretti Autosport                                 | Honda     | 200    | +6.7187      | 5        | 14   | 1                     | 61     |
| 6                 | 22 | Simon Pagenaud            | Team Penske                                        | Chevrolet | 200    | +7.2357      | 5        | 2    | 1                     | 65     |
| 7                 | 29 | Carlos Muñoz              | Andretti Autosport                                 | Honda     | 200    | +7.8377      | 6        | 21   | 4                     | 53     |
| 8                 | 01 | Josef Newgarden           | Team Penske                                        | Chevrolet | 200    | +8.6917      | 6        | 4    | 3                     | 55     |
| 9                 | 06 | Robert Wickens (R)        | Schmidt Peterson Motorsports                       | Honda     | 200    | +9.3112      | 7        | 18   | 2                     | 45     |
| 10                | 15 | Graham Rahal              | Rahal Letterman Lanigan Racing                     | Honda     | 200    | +11.3368     | 6        | 30   | 12                    | 41     |
| 11                | 66 | J.R. Hildebrand           | Dreyer & Reinbold Racing                           | Chevrolet | 200    | +4.6228      | 6        | 27   | 0                     | 38     |
| 12                | 98 | Marco Andretti            | Andretti Herta Autosport with Curb-Agajanian       | Honda     | 200    | +14.0745     | 5        | 12   | 0                     | 36     |
| 13                | 04 | Matheus Leist (R)         | A.J. Foyt Enterprises                              | Chevrolet | 200    | +14.7798     | 5        | 11   | 0                     | 34     |
| 14                | 88 | Gabby Chaves              | Harding Racing                                     | Chevrolet | 200    | +15.1173     | 8        | 22   | 0                     | 32     |
| 15                | 25 | Stefan Wilson             | Andretti Autosport                                 | Honda     | 200    | +33.6747     | 7        | 23   | 3                     | 31     |
| 16                | 60 | Jack Harvey               | Meyer Shank Racing with Schmidt Peterson           | Honda     | 200    | +34.7970     | 6        | 31   | 0                     | 28     |
| 17                | 64 | Oriol Servià              | Scuderia Corsa with Rahal Letterman Lanigan Racing | Honda     | 200    | +38.2325     | 6        | 26   | 16                    | 27     |
| 18                | 23 | Charlie Kimball           | Carlin                                             | Chevrolet | 200    | +41.5146     | 8        | 15   | 0                     | 24     |
| 19                | 19 | Zachary Claman DeMelo (R) | Dale Coyne Racing                                  | Honda     | 199    | +1 ronde     | 6        | 13   | 7                     | 23     |
| 20                | 21 | Spencer Pigot             | Ed Carpenter Racing                                | Chevrolet | 199    | +1 ronde     | 8        | 6    | 3                     | 25     |
| 21                | 17 | Conor Daly                | Dale Coyne Racing dba Thom Burns Racing            | Honda     | 199    | +1 ronde     | 9        | 33   | 0                     | 18     |
| 22                | 59 | Max Chilton               | Carlin                                             | Chevrolet | 198    | +2 ronden    | 10       | 20   | 0                     | 16     |
| 23                | 26 | Zach Veach                | Andretti Autosport                                 | Honda     | 198    | +2 ronden    | 10       | 25   | 0                     | 14     |
| 24                | 07 | Jay Howard                | Schmidt Peterson Motorsports with AFS Racing       | Honda     | 193    | +7 ronden    | 10       | 28   | 0                     | 12     |
| 25                | 14 | Tony Kanaan (W)           | A.J. Foyt Enterprises                              | Chevrolet | 187    | Ongeluk      | 7        | 10   | 19                    | 11     |
| 26                | 24 | Sage Karam                | Dreyer & Reinbold Racing                           | Chevrolet | 154    | Ongeluk      | 4        | 24   | 0                     | 10     |
| 27                | 03 | Hélio Castroneves (W)     | Team Penske                                        | Chevrolet | 145    | Ongeluk      | 4        | 8    | 0                     | 12     |
| 28                | 18 | Sébastien Bourdais        | Dale Coyne Racing with Vasser-Sullivan             | Honda     | 137    | Ongeluk      | 4        | 5    | 4                     | 16     |
| 29                | 32 | Kyle Kaiser (R)           | Juncos Racing                                      | Chevrolet | 110    | Mechanisch   | 6        | 17   | 0                     | 10     |
| 30                | 13 | Danica Patrick            | Ed Carpenter Racing                                | Chevrolet | 67     | Ongeluk      | 2        | 7    | 0                     | 13     |
| 31                | 10 | Ed Jones                  | Chip Ganassi Racing                                | Honda     | 57     | Ongeluk      | 2        | 29   | 0                     | 10     |
| 32                | 30 | Takuma Sato (W)           | Rahal Letterman Lanigan Racing                     | Honda     | 46     | Ongeluk      | 1        | 16   | 0                     | 10     |
| 33                | 33 | James Davison             | A. J. Foyt Enterprises with Byrd-Hollinger-Belardi | Chevrolet | 45     | Ongeluk      | 1        | 19   | 0                     | 10     |
| Officiële uitslag |    |                           |                                                    |           |        |              |          |      |                       |        |

1911 · 1912 · 1913 · 1914 · 1915 · 1916 · 1917 · 1918 · 1919 · 1920 · 1921 · 1922 · 1923 · 1924 · 1925 · 1926 · 1927 · 1928 · 1929 · 1930 · 1931 · 1932 · 1933 · 1934 · 1935 · 1936 · 1937 · 1938 · 1939 · 1940 · 1941 · 1942 · 1943 · 1944 · 1945 · 1946 · 1947 · 1948 · 1949 · 1950 · 1951 · 1952 · 1953 · 1954 · 1955 · 1956 · 1957 · 1958 · 1959 · 1960 · 1961 · 1962 · 1963 · 1964 · 1965 · 1966 · 1967 · 1968 · 1969 · 1970 · 1971 · 1972 · 1973 · 1974 · 1975 · 1976 · 1977 · 1978 · 1979 · 1980 · 1981 · 1982 · 1983 · 1984 · 1985 · 1986 · 1987 · 1988 · 1989 · 1990 · 1991 · 1992 · 1993 · 1994 · 1995 · 1996 · 1997 · 1998 · 1999 · 2000 · 2001 · 2002 · 2003 · 2004 · 2005 · 2006 · 2007 · 2008 · 2009 · 2010 · 2011 · 2012 · 2013 · 2014 · 2015 · 2016 · 2017 · 2018 · 2019 · 2020 · 2021 · 2022 · 2023 · 2024